# Medardo Joseph Mazombwe
Medardo Joseph Mazombwe, né à Chundamira, alors en Rhodésie du Nord le 24 septembre 1931 et mort à Lusaka le 29 août 2013 est un cardinal zambien, archevêque de Lusaka de 1996 à 2006.

## Biographie
Il est ordonné prêtre le 4 septembre 1960.
Le 11 novembre 1970, le pape Paul VI le nomme évêque de Chipata (en). Il n'a alors que 39 ans. Il reçoit l'ordination épiscopale le 7 février 1971 des mains d'Emmanuel Milingo.
Le 30 novembre 1996, Jean-Paul II le nomme archevêque de Lusaka. Il se retire le 28 octobre 2006, ayant atteint la limite d'âge.
Il est créé cardinal par Benoît XVI lors du consistoire du 20 novembre 2010. Il reçoit alors le titre de cardinal-prêtre de Santa Emerenziana a Tor Fiorenza devenant alors le premier cardinal zambien.
Le 24 septembre 2011, atteignant l'âge de 80 ans, il perd sa qualité d'électeur en cas de conclave. Il meurt le 30 août 2013 à Lusaka.